# Dolmen de Gratallops
El Dolmen de Gratallops, o del Coll de la Creu, és un dolmen del terme comunal de Banyuls de la Marenda, a la comarca del Rosselló (Catalunya del Nord).

## Situació
Està situat al sud del terme, a la carena que davalla del Puig Joan cap al nord. És a ponent de Gallines i al sud-est del Mas Armanyac. S'hi arriba pel camí que puja cap al Puig Joan per aquesta carena nord des del Coll de la Creu.

## Característiques
És un sepulcre de corredor antic, de cambra trapezoïdal, com set dels dòlmens del vessant nord de l'Albera, que són pràcticament idèntics que els seus veïns de la banda sud: a més del de l'article present, hi ha el del puig de les Saleres o de Sant Pere de Laners (la Clusa, al Vallespir); Coll del Brau (Banyuls), Coma Estapera (Cervera de la Marenda), de la Cova de l'Alarb (Argelers de la Marenda), del Coll de les Portes (Banyuls de la Marenda / Cervera de la Marenda), Cova de l'Alarb del Rimbau (Cotlliure).